# Urodziny Davida
Urodziny Davida (wł. Il compleanno) – włoski dramat filmowy z 2009 roku w reżyserii Marco Filibertiego. Zdjęcia kręcono w miejscowościach Sabaudia (region Lacjum) i Jesi (Marche).
Obraz miał swoją premierę podczas 66. MFF w Wenecji we wrześniu 2009.

## Opis fabuły
Dwie pary wynajmują wspaniały dom nad morzem, by spędzić tam wspólnie lato. Matteo i Francesca są zgodnym małżeństwem, natomiast związek Diego i Shary opiera się na permanentnych rozstaniach i powrotach do siebie. Wspólne wakacje mają być doskonałą okazją do przywrócenia poprawnych relacji partnerskich. Kiedy do letników dołącza David, osiemnastoletni syn Diego i Shary, w spokojny dotąd klimat urlopu wkradają się niebezpieczne napięcia. Niezwykle urodziwy David budzi pożądanie nie tylko w wypoczywających tu rówieśniczkach, ale i w przyjacielu rodziców − Matteo, skrytym geju.

## Obsada
- Massimo Poggio − Matteo
- Maria de Medeiros − Francesca
- Thyago Alves − David
- Michela Cescon − Shary
- Alessandro Gassman − Diego
- Christo Jivkov − Leonard
- Piera Degli Esposti − Giuliana
- Daniele De Angelis − Orazio
- Marianna De Rossi − Chicca
- Lynn Swanson − przewodniczka turystyczna

## Festiwale filmowe
Film zaprezentowano podczas następujących festiwali filmowych:
- 2009: Włochy − 66. MFF w Wenecji
- 2009: Włochy − MFF w Rzymie
- 2009: Brazylia − MFF w São Paulo
- 2010: Brazylia − MFF w Rio de Janeiro

## Nagrody i wyróżnienia
- 2009, MFF w São Paulo:
  - nominacja do nagrody za najlepszy film